# Коконопряд юный
Коконопряд юный (лат. Poecilocampa tenera) — ночная бабочка семейства коконопрядов.

## Описание
Размах крыльев самца 24-36 мм, самки 34-40 мм. Крылья самцов дымчато-кремово-серого цвета, передние с двумя поперечными белыми практически параллельными перевязями, базальное пятно серое задние — с одной поперечной перевязью. Брюшко серое, мохнатое. Крылья самок более светлые, отчасти полупрозрачные.

### Ареал
Россия: Амурская область: город Зея, Еврейская АО, юг Хабаровского края по долине реки Амур до устья и в горах Сихотэ-Алиня, Приморский край; Корея, Северо-Восточный Китай: Хэйлунцзян.

### Места обитания
Обитает в смешанных и лиственных лесах, в садах и парках.

## Биология
Бабочки летают ночью, нередко прилетают на свет.
Даёт одно поколение в год. Бабочки летают с начала сентября с горах на высоте около 1000 м над уровнем моря, а в долинах с конца сентября по конец октября.

### Размножение
Кормовые растения гусениц — дуб, берёза.